# Paracheirodon
Paracheirodon là một chi cá nước ngọt thuộc họ Characidae trong bộ Characiformes. Loài đặc trưng của chi này là P. innesi, còn được biết với tên gọi là cá tetra huỳnh quang cũng la một loài cá trong nhóm cá tetra được ưa chuộng để làm cá cảnh. Tất cả các loài thuộc chi này là loài bản dịa của Nam Mỹ ở vùng đồng bằng Amazon trên lưu vực sông Orinoco. Loài lớn nhất trong chi này chỉ dài đến khoảng 5 cm, chúng nhẹ nhàng, thích nghi tốt, sống ở tần giữa. Tên gọi Paracheirodonbắt nguồn từ tiếng Hy Lạp cổ đại là bàn tay và răng. Nó tương đồng với chi Cheirodon.

## Các loài
Hiện hành thì chi này ghi nhận các loài sau
- Paracheirodon axelrodi (L. P. Schultz, 1956) (cardinal tetra)
- Paracheirodon innesi (G. S. Myers, 1936) (neon tetra)
- Paracheirodon simulans (Géry, 1963) (green neon tetra)